# Setophaga delicata
La Setophaga delicata (Ridgway, 1883), nota col nome comune di parula di Santa Lucia, è un uccello della famiglia dei parulidi endemico dell'isola caraibica di Saint Lucia.

## Descrizione
Gli esemplari adulti raggiungono una lunghezza di circa 12,5 cm con un peso di 6-8 grammi.
Il dorso e le ali sono di colore grigio bluastro; le guance, la gola, il petto e la parte inferiore del corpo sono gialli con la presenza di una striscia nera a forma di mezzaluna sotto l'occhio e una sulla sommità della testa, oltre a due sezioni di piume bianche sulle ali e sulla coda. Le femmine hanno una colorazione molto simile del piumaggio ma presentano una sezione nera meno pronunciata sulla sommità del cranio e meno piume bianche sulla coda.
Gli esemplari giovani, non ancora pienamente maturi, presentano una colorazione marrone del piumaggio dorsale. 
L'aspetto è simile a quello di altre specie endemiche nei caraibi quali la Setophaga subita di Barbuda e la Setophaga adelaidae di Porto Rico.

## Habitat e distribuzione
Questa specie è endemica nell'isola di Saint Lucia, vive nelle foreste.